# Új birodalom
Az Új birodalom a Nevergreen gothic-doom metal együttes tizedik nagylemeze. A Hammer Music gondozásában jelent meg 2009-ben. 
A hagyományokhoz hűen ezen az albumon is találunk egy feldolgozást: Madonna: Frozen.
Az album két CD-n  jelent meg, a második lemez a számok angol nyelvű változatát tartalmazza. Az első kiadásához bónusz DVD tartozik.

## Számlista
| Új birodalom CD1 2009 HM | Új birodalom CD1 2009 HM | Új birodalom CD1 2009 HM | Új birodalom CD1 2009 HM | Új birodalom CD1 2009 HM | Új birodalom CD1 2009 HM | Új birodalom CD1 2009 HM | Új birodalom CD1 2009 HM | Új birodalom CD1 2009 HM | Új birodalom CD1 2009 HM |
|                          | Cím                      | Hossz                    |                          |                          |                          |                          |                          |                          |                          |
| ------------------------ | ------------------------ | ------------------------ | ------------------------ | ------------------------ | ------------------------ | ------------------------ | ------------------------ | ------------------------ | ------------------------ |
| 1.                       | Most és mindörökké       | 04:05                    |                          |                          |                          |                          |                          |                          |                          |
| 2.                       | Végtelen folyamon        | 04:17                    |                          |                          |                          |                          |                          |                          |                          |
| 3.                       | Fehér orosz              | 03:31                    |                          |                          |                          |                          |                          |                          |                          |
| 4.                       | Az elveszett világ       | 04:09                    |                          |                          |                          |                          |                          |                          |                          |
| 5.                       | Új birodalom             | 04:22                    |                          |                          |                          |                          |                          |                          |                          |
| 6.                       | Még él a vágy            | 03:28                    |                          |                          |                          |                          |                          |                          |                          |
| 7.                       | Életünk és vérünk        | 04:08                    |                          |                          |                          |                          |                          |                          |                          |
| 8.                       | A holtak nemzete         | 05:30                    |                          |                          |                          |                          |                          |                          |                          |
| 9.                       | A szerelmed vágya vér    | 03:46                    |                          |                          |                          |                          |                          |                          |                          |
| 10.                      | Frozen (Madonna cover)   | 05:04                    |                          |                          |                          |                          |                          |                          |                          |
| 42:20                    |                          |                          |                          |                          |                          |                          |                          |                          |                          |

| Új birodalom CD2 2009 HM | Új birodalom CD2 2009 HM | Új birodalom CD2 2009 HM | Új birodalom CD2 2009 HM | Új birodalom CD2 2009 HM | Új birodalom CD2 2009 HM | Új birodalom CD2 2009 HM | Új birodalom CD2 2009 HM | Új birodalom CD2 2009 HM | Új birodalom CD2 2009 HM |
|                          | Cím                      | Hossz                    |                          |                          |                          |                          |                          |                          |                          |
| ------------------------ | ------------------------ | ------------------------ | ------------------------ | ------------------------ | ------------------------ | ------------------------ | ------------------------ | ------------------------ | ------------------------ |
| 1.                       | Now and Forever          | 04:05                    |                          |                          |                          |                          |                          |                          |                          |
| 2.                       | Eternal Avenues          | 04:17                    |                          |                          |                          |                          |                          |                          |                          |
| 3.                       | White Russian            | 03:31                    |                          |                          |                          |                          |                          |                          |                          |
| 4.                       | Sad Wings of the War     | 04:09                    |                          |                          |                          |                          |                          |                          |                          |
| 5.                       | New Empire               | 04:22                    |                          |                          |                          |                          |                          |                          |                          |
| 6.                       | Lust Still Alive         | 03:28                    |                          |                          |                          |                          |                          |                          |                          |
| 7.                       | For Empire and Kingdom   | 04:08                    |                          |                          |                          |                          |                          |                          |                          |
| 8.                       | Nation of the Dead       | 05:28                    |                          |                          |                          |                          |                          |                          |                          |
| 9.                       | Hunger for Blood         | 03:46                    |                          |                          |                          |                          |                          |                          |                          |
| 10.                      | Frozen (Madonna cover)   | 05:04                    |                          |                          |                          |                          |                          |                          |                          |
| 42:18                    |                          |                          |                          |                          |                          |                          |                          |                          |                          |

A Bónusz DVD tartalma:
- A Gothica VI. fesztiválon készült felvételek:
  - 01. A bosszú hajnalán
  - 02. Idegen vér
  - 03. A harang értünk szól
  - 04. Soha már
  - 05. Ó, fortuna
  - 06. Ködtenger mélyén
  - 07. Here comes the rain again
  - 08. Istenek vére
  - 09. A szerelem magányos templomában
  - 10. Mindörökké
  - 11. Furor christiani
  - 12. Ámok
- 20 perces interjú
- Egy rejtett extra track
- Képgalériák: 2007 – Félsziget, 2008 - Sziget
- Videóklipek:
  - Az elveszett világ / Sad wings of the war
  - Kereszt az égen / Cross in the sky

## Közreműködők
- Bob Macura – ének, basszusgitár
- Matláry Miklós – billentyűk
- Vejin Miroslav – gitár
- Kovács "Moti" Tamás – dob

## Kritikák, cikkek
- http://www.femforgacs.hu/kritika/1646/Nevergreen_Uj_Birodalom_2009
- http://rockstation.blog.hu/2010/01/06/nevergreen_lemezbemutato_a_wigwam_ban
- http://rockstation.blog.hu/2009/12/20/nevergreen_megjelent_az_uj_birodalom
- http://www.hardrock.hu/?q=node/11369 Archiválva 2016. március 4-i dátummal a Wayback Machine-ben
- http://hammerworld.hu/2009/12/14/nevergreen-ma-jelenik-meg-az-uj-birodalom/ Archiválva 2015. április 3-i dátummal a Wayback Machine-ben
- http://www.rockgyemantok.hu/interjuk/808-nevergreen-az-uj-birodalom
- http://www.viharock.hu/modules.php?name=News&file=article&sid=3420